# Pinchas Kohen
Pinchas Kohen, hebrejsky פנחס כהן‎‎ (24. září 1887 – 27. června 1956) byl izraelský agronom a vychovatel, který založil několik vzdělávacích a kulturních institucí v Haifě.

## Životopis
Narodil se v obci Zichron Ja'akov, ale vyrůstal v Metule a studoval na zemědělské škole Mikve Jisra'el. Potom studoval agronomii v Berlíně. Roku 1907 se přestěhoval do Haify, kde následujícího roku založil spolu se ženou Mirjam první hebrejskou školu v Haifě. V letech 1911 - 1915 studoval v Berlíně přírodní vědy.
Po návratu začal vyučovat na Reálné škole a to až do r. 1949.
Kohen byl jedním ze zakladatelů čtvrtě Bat Galim. Roku 1916 založil ze svých žáků Turistický klub (Agudat ha-mešotetim), z něhož se později vyvinula izraelská Společnost na ochranu přírody. Založil také skautský oddíl (Cofim).
Chtěl také založit biologický ústav a zoologickou zahradu na hoře Karmel, ale tyto plány zastavilo vypuknutí druhé světové války. Až roku 1949 založil malou zahradu, z níž se vyvinula dnešní haifská ZOO. Kohen byl jejím ředitelem až do své smrti.
Jeho dcera Jardena byla baletkou, choreografkou a taneční terapeutkou.